# 本郷町 (高浜市)
本郷町（ほんごうちょう）は、愛知県高浜市の地名。現行行政地名は本郷町1丁目から本郷町6丁目。

## 地理
西は沢渡町、南は向山町・清水町、北は湯山町・神明町・豊田町に接する。

## 世帯数と人口
2019年（令和元年）6月1日現在の世帯数と人口は以下の通りである。
| 町丁   | 世帯数  | 人口    |
| ------ | ------- | ------- |
| 本郷町 | 519世帯 | 1,328人 |

### 人口
国勢調査による人口の推移
| 1995年（平成7年）  | 1,434人 | [ 5 ] |  |
| 2000年（平成12年） | 1,437人 | [ 6 ] |  |
| 2005年（平成17年） | 1,432人 | [ 7 ] |  |
| 2010年（平成22年） | 1,341人 | [ 8 ] |  |
| 2015年（平成27年） | 1,266人 | [ 9 ] |  |

## 学区
市立小・中学校に通う場合、学区は以下の通りとなる。また、公立高等学校に通う場合の学区は以下の通りとなる。
| 番・番地等 | 小学校             | 中学校             | 高等学校             |
| ---------- | ------------------ | ------------------ | -------------------- |
| 全域       | 高浜市立高取小学校 | 高浜市立高浜中学校 | 三河学区（特例地域） |

## 交通
- 愛知県道304号碧南高浜環状線

## 施設
- 愛知県立高浜高等学校
- 高浜市立高取小学校
- みどり学園
- 高浜郵便局

## その他

### 日本郵便
- 郵便番号 : 444-1311[3]（集配局：高浜郵便局[12]）。